# Blue Moon (filme de 2002)
Blue Moon é um filme austríaco de 2002 dirigido por Andrea Maria Dusl.